# (52301) Qumran
(52301) Qumran – planetoida z pasa głównego asteroid okrążająca Słońce w ciągu 3 lat i 190 dni w średniej odległości 2,31 j.a. Została odkryta 9 września 1991 roku w Karl Schwarzschild Observatory w Tautenburgu przez Freimuta Börngena i Lutza Schmadela. Nazwa planetoidy pochodzi od Kumran (Qumran), starożytnej osady na pustyni Judzkiej, gdzie w jaskini w 1949 roku znaleziono liczne Zwoje znad Morza Martwego. Przed nadaniem nazwy planetoida nosiła oznaczenie tymczasowe (52301) 1991 RQ2.